# Iryna Popova
Pour les articles homonymes, voir Popov.
Iryna Popova, née le 27 mai 1991 à Horlivka, est une coureuse cycliste ukrainienne.

## Palmarès en VTT

### Championnats du monde
- Chengdu 2018
  -  Médaillée d'argent du cross-country eliminator
- Graz/Val di Sole 2021
  -  Médaillée bronze du cross-country eliminator
  - 7e du cross-country short track

### Coupe du monde
- Coupe du monde de cross-country
  - 2014 : 81e du classement général
  - 2015 : 68e du classement général
  - 2016 : 63e du classement général
  - 2017 : 76e du classement général
  - 2021 : 80e du classement général

- Coupe du monde de cross-country eliminator
  - 2022 : 30e du classement général
  - 2023 : 17e du classement général

### Championnats d'Europe
- Pamporovo 2013
  - 6e de cross-country eliminator
- Huskvarna 2016
  -  Championne d'Europe de cross-country eliminator
- Graz-Stattegg 2018
  -  Championne d'Europe de cross-country eliminator
- Novi Sad 2021
  -  Médaillée de bronze du cross-country eliminator

### Championnats d'Ukraine
- 2012
  - 3e des championnats d'Ukraine de cross-country
- 2014
  - 3e des championnats d'Ukraine de cross-country
- 2015
  - 3e des championnats d'Ukraine de cross-country
- 2016
  -  Championne d'Ukraine de cross-country
- 2017
  - 3e des championnats d'Ukraine de cross-country
- 2018
  - 2e des championnats d'Ukraine de cross-country
- 2019
  -  Championne d'Ukraine de cross-country

### Autres
- 2016
  - Kayseri (cross-country)
- 2018
  - Arnavutkoy (cross-country)
- 2019
  - Vojvodina (cross-country)